# Terzina dantesca
La terzina dantesca, o terzina incatenata, o terza rima, è la strofa usata da Dante nella Divina Commedia.
Essa è costituita da tre versi endecasillabi, di cui il primo e il terzo rimano tra loro, mentre il secondo rima con il primo e il terzo della terzina successiva. Ogni canto del poema è terminato da un ulteriore verso, che chiude la rima con il secondo verso della terzina che lo precede (dividendo per tre il numero dei versi di un canto si ottiene quindi sempre il resto di 1).

## Caratteristiche
Giustizia mosse il mio alto fattore;
fecemi la divina potestate
la somma sapïenza e 'l primo amore.
Dinanzi a me non fuor cose create
se non etterne, e io etterno duro.
Lasciate ogne speranza, voi ch'intrate.»
(Inferno III 1-9)
La rima incatenata è detta così perché, tramite il secondo verso, ciascuna terzina si aggancia alla successiva evocando l'immagine degli anelli di una catena. Questa struttura facilita la memorizzazione della sequenza di versi, inoltre impedisce che un copista possa aggiungere o cancellare terzine o singoli versi perché altrimenti si interromperebbe la sequenza. Questo tipo di rima si chiama anche terza rima in quanto tutti i versi rimano a tre a tre, tranne una coppia di versi all'inizio (il primo e il terzo della prima terzina) e una alla fine (il secondo dell'ultima terzina e il verso aggiunto finale), che rimano a due a due.
Lo schema metrico è il seguente: ABA BCB CDC DED … UVU VZV Z.
Un possibile antenato della terzina dantesca è il sirventese (o serventese): una strofa di tre versi endecasillabi con la stessa rima seguiti da un quinario che introduce la rima della strofa successiva. Nella Vita Nova Dante include un componimento poetico dal titolo Pìstola sotto forma di serventese, che da molti è considerato come anticipazione della strofa della Commedia.
Altre caratteristiche della terzina dantesca sono:
- L'utilizzo della terzina stessa come unità logico-sintattica: nella terzina metrica, cioè,  inizia e si conclude spesso il periodo; a tale proposito si è detto che Dante pensasse per terzine.
- Altre volte è l'unione di più terzine a formare un blocco discorsivo, articolato sulle singole terzine (introdotte da varie preposizioni e congiunzioni quali: perché, se, ché, qual...).
- Una continua variazione nella sintassi e nel metro tra i versi della terzina, con pause in posizioni differenti e inversioni sintattiche che movimentano e variano il ritmo della poesia.
- La prominenza delle parole in rima, nella quale spesso si trovano gli elementi chiave del senso del discorso; questo procedimento spesso richiedeva una costruzione a ritroso del verso da parte del poeta e anche durante la lettura si deve spesso fare questo procedimento inverso, che in genere accresce l'incisività delle parole; inoltre ne deriva un uso frequente di perifrasi per inanellare rime difficili, impreziosendo così il testo di molteplici riferimenti incrociati.

## Cristo in rima
La parola Cristo rima sempre e solo con se stessa: Dante vuole con questo significare che nessun'altra parola è degna di essere accostata al nome di Cristo. Secondo Luigi Pietrobono potrebbe essere una scelta dovuta al desiderio di espiare il peccato di aver usato il nome di Cristo in un sonetto comico ma poiché la terzina si trova nel Paradiso, quando l'espiazione dei peccati è ormai compiuta, potrebbe trattarsi di erronea interpretazione.